# Mount Si
Der Mount Si (/saɪ/) ist ein Berg im US-Bundesstaat Washington. Er liegt an der Westgrenze der Kaskadenkette gerade oberhalb der Küstenebene am Puget Sound und überragt die benachbarte Stadt North Bend. Der Berg wurde nach dem Pionier Josiah „Uncle Si“ Merritt benannt. Er wurde in der Fernsehserie Twin Peaks bekannt, die in North Bend gedreht wurde.
Nach nur 45-minütiger Fahrt von Seattle ist der Berg das bevorzugte Outdoor-Ziel für die Einwohner am Puget Sound. Zwischen 80.000 und 100.000 Wanderer kommen jährlich auf den Berg. Das Land gehört dem Staat Washington und ist als Natural Resources Conservation Area ausgewiesen.
Der 4 mi (6,4 km) lange Mount Si Trail klettert über 3.500 ft (1.067 m) Höhenmeter zum Gipfelgrat. Der Gipfel des Mount Si kann über einen Weg der Schwierigkeitsstufe 3 (YDS) erreicht werden, der über die Nordseite des als „Haystack“ (dt. „Heuhaufen“) bekannten Gipfelblocks führt.

## Ozeanischer Schildvulkan

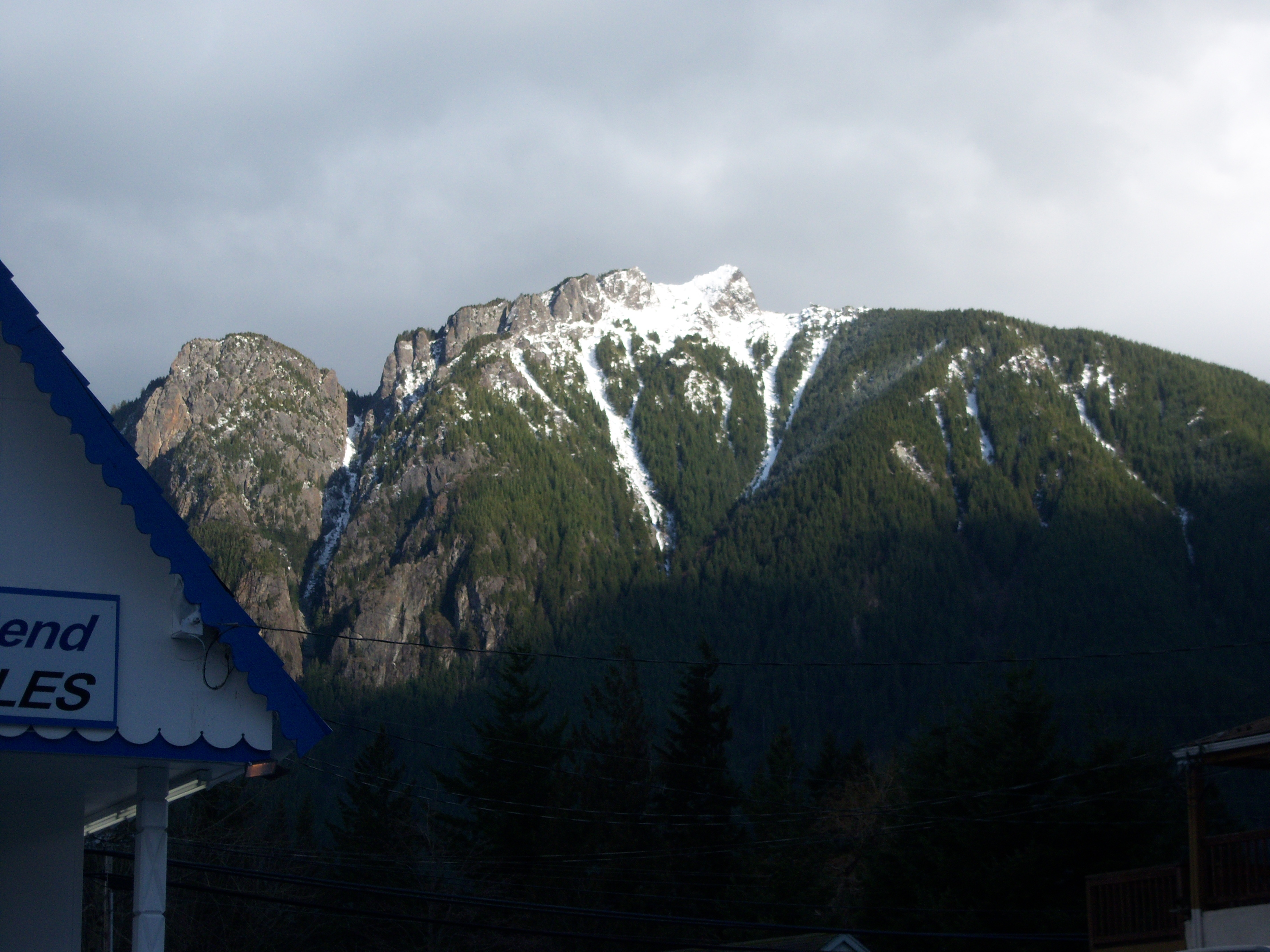
Mt. Si im Winter von North Bend aus

Der Mount Si ist ein Überbleibsel eines ozeanischen Schildvulkans. Das Gestein ist hochgradig Metamorphosen unterworfen gewesen.

## Reflexion in indianischen Legenden
Der Mount Si wird herausragend in einer Prometheus-Geschichte der Snoqualmie beschrieben. Laut dieser Legende ist er der tote Körper von Snoqualm, dem Mondgott.  Snoqualm hatte angeordnet, dass ein Tau aus der Rinde des Riesen-Lebensbaumes zwischen Erde und Himmel ausgespannt werden sollte. Aber Fuchs und Blauhäher kletterten das Seil hinauf und stahlen Snoqualm die Sonne. Snoqualm verfolgte sie auf dem Tau nach unten, doch dieses brach und er stürzte in den Tod. Der Fuchs ließ anschließend die Sonne frei und brachte den Menschen das Feuer. Nahe dem Gipel ist ein Gesicht sichtbar, dass Snoqualm gehören könnte.